# Ålands flagga
Ålands flagga är Ålands officiella flagga. Den är en mellanblå korsflagga med ett rött kors med gula ytterlinjer.

## Utseende
Flaggan har en mellanblå botten och ett rött kors kantat av gula ränder. Utformningen påminner om Sveriges flagga men skiljer sig genom det röda korset i mitten av det gula.

## Historik

Den inofficiella flaggan från 1922

Den första åländska flaggan, med blå-gul-blå våder, användes från 1922 men förbjöds av finländska myndigheter 1935. Efter en ny självstyrelselag 1952 fick Åland rätt att anta en egen flagga. Efter diskussioner och flera förslag antog landstinget den nuvarande korsflaggan den 9 december 1953. Den 24 april 1954 firades Ålands flaggas dag för första gången.

## Reglering
Flaggan regleras i landskapslagen (1992:41) om Ålands flagga och landskapsförordningen (2004:15) om riktlinjer för flaggans färger.

## Officiella flaggdagar
De viktigaste flaggdagarna på Åland är:
- 30 mars, dagen för högtidlighållande av Ålands demilitarisering och neutralisering
- Sista söndagen i april, Ålands flaggas dag
- 9 juni, Ålands självstyrelsedag